# Kentucky Derby 1878
Kentucky Derby 1878 var den fjärde upplagan av Kentucky Derby. Löpet reds den 21 maj 1878 över 1,5 miles. Löpet vanns av  Day Star som reds av Jimmy Carter och tränades av Lee Paul.
Day Star satte nytt löpningsrekord för Kentucky Derby med en segertid på 2:37.25.

## Resultat
| P | S | Häst                 | Jockey       | Tränare  | Land | Tid     |
| - | - | -------------------- | ------------ | -------- | ---- | ------- |
| 1 |   | Day Star             | Jimmy Carter | Lee Paul | USA  | 2:37.25 |
| 2 |   | Himyar               | P. Robinson  |          | USA  |         |
| 3 |   | Leveler              | Robert Swim  |          | USA  |         |
| 4 |   | Solicitor            | B. Edwards   |          | USA  |         |
| 5 |   | McHenry              | W. James     |          | USA  |         |
| 6 |   | Respond              | Ramey        |          | USA  |         |
| 7 |   | Burgundy             | L. Jones     |          | USA  |         |
| 8 |   | Earl of Beaconsfield | Mahoney      |          | USA  |         |
| 9 |   | Charley Bush         | J. Miller    |          | USA  |         |